# René Strauwen
René Strauwen (ur. 14 maja 1901, zm. 19 września 1960) – belgijski hokeista na trawie na igrzyskach w Antwerpii 1920. Wraz z drużyną zdobył brązowy medal. 